# Keresztúry József
Szinerszeghi Keresztúry József, Kereszturi (Stridó, 1739. február 29. – Bécs, 1794.) író, jezsuita szerzetes, szerkesztő, udvari ágens, ügyvéd.

## Élete
1754-ben lépett a Jézus-társaságba és Nagyszombatban a grammatikai osztály tanára volt. Azonban már 1764-ben kilépett a rendből, mire azután Varasdon és Grazban folytatta tanulmányait. Előbb a szépművészetek tanulására adta magát, de csakhamar áttért a jogra és azt elvégezvén ügyvédi gyakorlatot folytatott. Később Varasdon közjegyző lett és tagja volt azon bizottmánynak, mely Koller gróf elnöklete alatt a politikai hatóság és katonaság közti egyenetlenség kiegyenlítésére volt kiküldve. Végül Bécsbe költözött, ahol több évig udvari ágens volt. II. József császár 1786. március 23-án nemesi rangra emelte szinerszeghi előnévvel.

## Munkái
- Elogia in nuptias Josephi et Josephae imp. Viennae, 1765
- In mortem imp. Francisci. Uo. 1765
- Dialogus inter Charontem et Pankl poetam. Uo. 1765
- In obitum Joan. Bapt. Paxy episcopi Zagrabiensis. Uo. 1772
- Kereszturi József, az udvarnál való ügyfolyttó által 1780. eszt. sz. András havának 29. az élők számából, népének legnagyobb siralmával, kiszólítatott nagy Mária Teréziáról írt dicséret; melyet, hogy a szép tudományok nevelőjének, a magyar nép anyjának friss emlékezete a hív magyarokban örökre fenmaradna, magyar nyelvre fordítottak a szelídebb tudományokban, és a hazanyelvben magokat gyakorló nagyváradi iffiak. Hely és év n.
- Joseph II. Ein Traum. Uo. 1781 (magyarul: Álom második Józsefről, németből ford. Buda, 1781 és Kolozsvár, 1782)
- Introductio in opus collectionis Normalium Constitutorum, quae regnante Josepho II. pro regno Hung. et ei adnexis Provinciis item principatu Transylvaniae condita sunt. Viennae, 1788, két rész
- Constituta regia qua regnante Josepho II. pro regno Hungariae... condita sunt. Politicorum pars 1. De publicorum negotiorum administratione; pars 2. De politia. Uo. 1788. és 1789, két rész (németül is)
- De veteri instituto rei militaris Hungaricae ac speciatim de insurrectione nobilium. Vindobonae, 1790, két rész Online (válaszol rá Bárdosy ezen munkája: Animadversiones historico-critico-diplomaticae in opus de insurrectione nobilium... Budae, 1792)
- Leopoldus II. in campo Rákos Visio Eleutherii Pannonii. Hely sz., 1790 (magyarul: Második Leopold magyar király, Eleuterinek, egy magyar prófétának látása szerént. Fordította mulatságból pozsonyi üres órájiban Sz. Sz. A. Pozsony, 1790)
- Vindiciae Cleri Zagrabiensis contra reflexiones Hieronymi Szabadhegyi et Ladislai Fogassi ejusdem cleri reformatorum. Philadelphiae anno 1793 (névtelenül)

Alapított egy latin hírlapot, mely 1776-ban az ő vezetése alatt jelent meg (Wurzbach így említi, de a lap címét és megjelenési helyét nem közli).